# Atelopus elegans
Espèce
Synonymes
- Phryniscus elegans Boulenger, 1882
- Atelopus gracilis Barbour, 1905

Statut de conservation UICN

 EN  : En danger
Atelopus elegans est une espèce d'amphibiens de la famille des Bufonidae.

## Répartition
Cette espèce se rencontre :
- dans le nord-ouest de l'Équateur entre 300 et 1 140 m d'altitude dans les provinces d'Esmeraldas, d'Imbabura et de Pichincha ;
- en Colombie sur l'île Gorgona à proximité du niveau de la mer.

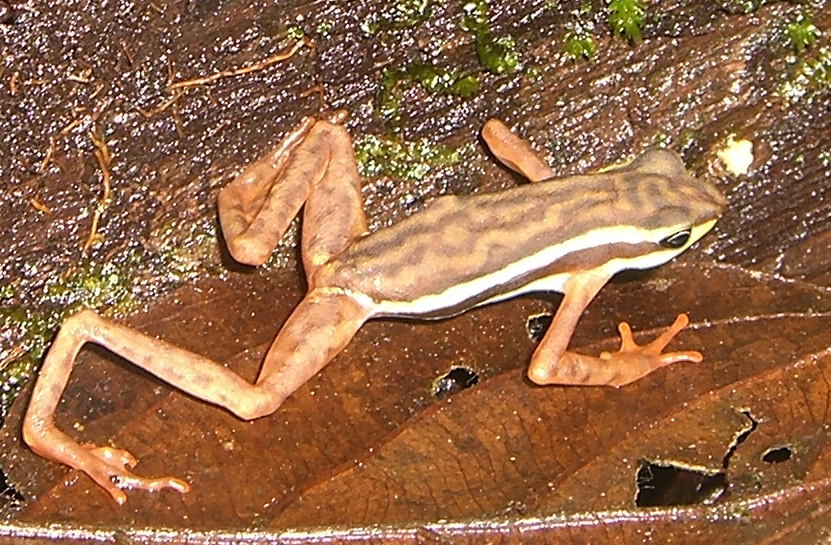
Atelopus elegans

## Publication originale
- Boulenger, 1882 : Catalogue of the Batrachia Salientia s. Ecaudata in the collection of the British Museum, ed. 2, p. 1-503 (texte intégral).